# 斯隆 (艾奥瓦州)
斯隆（英語：Sloan）是一个美國城市，位於爱荷华州伍德伯里县。根據2010年的人口普查，當地人口為973人。

## 地理
斯隆位于42°13′59″N 96°13′28″W / 42.23306°N 96.22444°W (42.233065,-96.224419)。
根据美国人口普查局，该城市的总面积為0.62平方英里（1.61平方）。

### 2010年人口普查
根據2010年人口普查，當地人口為973人，有421户家庭，其中269戶家庭居住在城市。
當地的中位数年龄為41.7岁。23.8%的居民在18岁以下的；5.6%的居民年龄在18和24；24.4%的居民年龄在25至44；30.1%的居民年龄在45至64；以及16.3%的居民是65岁以上的老年人。此外，47.2%的居民為男性和52.8%為女性。